# کالب پین
کالب پین (انگلیسی: Caleb Paine؛ زادهٔ ۱۵ نوامبر ۱۹۹۰) ورزشکار اهل ایالات متحده آمریکا است.
وی در مسابقات کشوری و بین‌المللی در مجموع برندهٔ ۱ مدال برنز شده‌است.